# Гришин, Николай Николаевич (футболист)
Николай Николаевич Гришин (10 июля 1970, Самохваловичи, Белорусская ССР) — советский, белорусский и российский футболист; тренер.

## Биография
Воспитанник футбольной школы «Трудовые резервы» (Минск). В 1988—1990 годах играл в дубле минского «Динамо», победитель турнира дублёров (1989). Получил тяжёлую травму почки. Был в рижском «Сконто». В 1990—1991 провёл пять матчей во второй лиге за «Динамо» (Брест). Играл в третьей польской лиге за «Дарловию» (Дарлово) (1991/92) и «Энергетик» Грыфино (1992/93). Выступал в чемпионате Белоруссии за «Строитель» (Старые Дороги) (1992/93) и «Неман» (Гродно) (1993/94). С 1995 года играл во второй российской лиге за «Спартак» (Рязань). В 1996 году в 38 играх пропустил всего всего 19 мячей, был на просмотре в московском «Динамо». После сезона-1999 из-за финансовых проблем покинул клуб. 2000 год провёл в клубе КФК «Пилигрим-РПК» (Рязань) 27 игр. В сезоне-2001 играл в командах второго дивизиона «Торпедо-Виктория» (Нижний Новгород) и «Кавказкабель» (Прохладный). В 2002 году сыграл 21 игру в команде второго дивизиона Финляндии «ГБК» Коккола. В 2003 году играл во втором дивизионе за «Луч-Энергию» (Владивосток), но получил серьёзную травму. Был играющим тренером в «ГБК» (2004) и команде чемпионата Эстонии «Меркуур» Тарту (2005).
Работал тренером в белорусских клубах «Торпедо» (Жодино) (2006), МТЗ-РИПО (Минск) (2007), «Динамо» (Минск) (с 2011). В 2008—2010 и с 2016 — тренер вратарей в «Луче» (Владивосток). С 2019 года — тренер вратарей в ФК «Смоленск», с 16 октября по 23 декабря 2020 года был исполняющим обязанности главного тренера. В 2021 году покинул клуб и стал тренером вратарей возрождённого клуба «Амкар».